# Luigi Brugnaro
Luigi Brugnaro (Mirano, 13 settembre 1961) è un imprenditore, dirigente d'azienda, dirigente sportivo e politico italiano, sindaco di Venezia dal 16 giugno 2015 e della città metropolitana dal 31 agosto 2015.
Inoltre è il proprietario della squadra di basket Reyer Venezia Mestre ed è l'ex presidente di Umana Holding, Confindustria Venezia e Assolavoro.

## Biografia
Luigi Brugnaro è figlio di Maria, maestra elementare, e di Ferruccio Brugnaro, operaio, poeta e leader sindacale della Montefibre di Porto Marghera. Trascorre la giovinezza a Spinea, comune nella terraferma veneziana, dove ha frequentato le scuole elementari e medie. Dopo la scuola dell'obbligo si diploma al liceo scientifico Majorana di Mirano e si laurea in architettura allo IUAV con il massimo dei voti con una tesi sulla riconfigurazione della stazione ferroviaria di Mestre. È padre di cinque figli, due dei quali avuti dalla precedente moglie.

### Imprenditoria
Successivamente all'emanazione in Italia delle norme del pacchetto Treu nel 1997 fonda a Marghera l'agenzia interinale Umana Spa.
Nel 2021 Umana Spa è la quinta più grande agenzia interinale in Italia per fatturato e fa parte della holding Umana, che raggruppa 23 aziende attive nel campo dei servizi, della manifattura, dell’edilizia, dello sport e dell’agricoltura.

### Basket

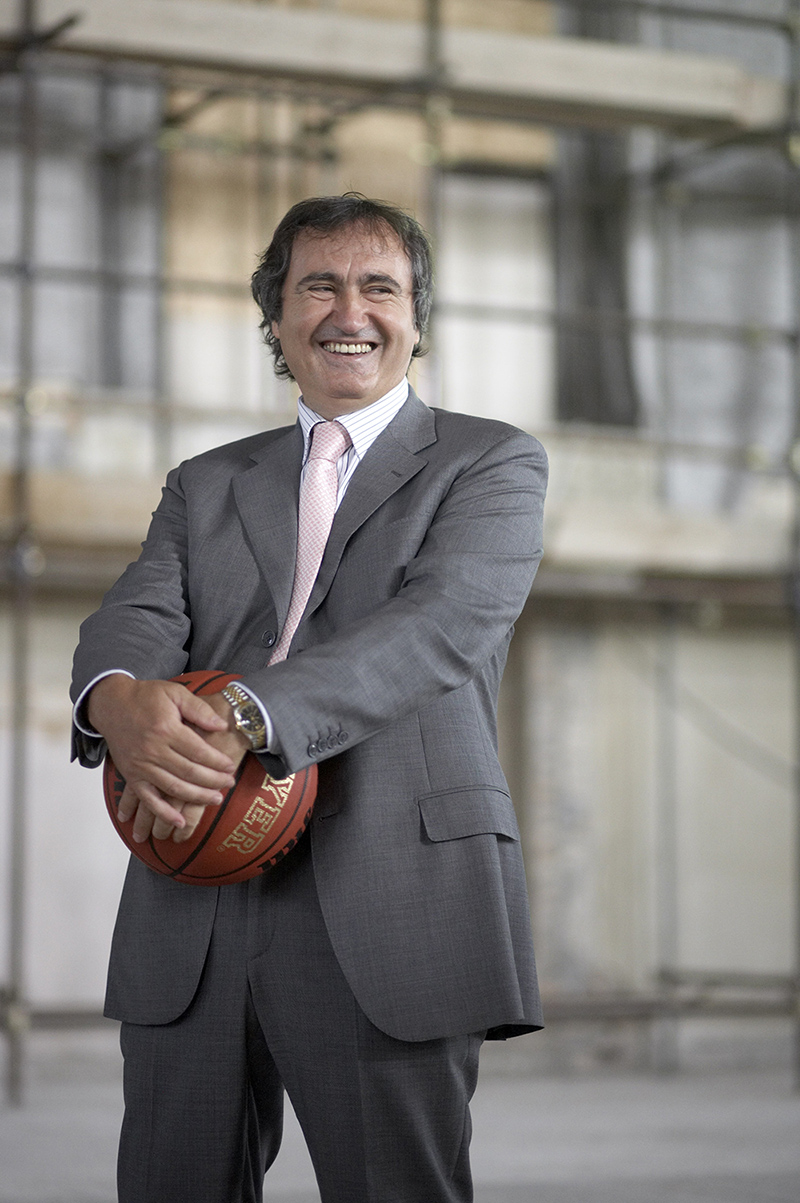
Luigi Brugnaro

Dal 2006 è divenuto presidente della Reyer Venezia Mestre, società veneziana di pallacanestro, nella quale decide di riunire sia la squadra femminile che quella maschile. Dopo aver ottenuto la carica di sindaco ha lasciato il ruolo di presidente a Federico Casarin, rimanendo comunque proprietario. Sotto la sua gestione la Reyer è tornata nel massimo campionato sia con la squadra maschile che con quella femminile. Nel campionato 2016-17 con la squadra maschile conquista lo scudetto 74 anni dopo il precedente, vincendolo nuovamente nel campionato 2018-19. Nella stagione 2017-18 la Reyer si è aggiudicata anche il primo trofeo europeo vincendo la FIBA Europa Cup. Il 15 marzo 2020, l'Umana Reyer Venezia ha vinto la sua prima Coppa Italia.
Con la squadra femminile ha vinto nel 2009 la Coppa Italia e nel 2020 la Supercoppa Italiana. Dalla stagione 2018-19 il progetto Reyer si è espanso con la San Giobbe Basket Chiusi, squadra di nuova formazione militante nel campionato di serie A2. Nel 2014 “per il contributo fornito alla pallacanestro italiana” gli è stato conferito il Premio Reverberi, l'Oscar del basket, mentre nel 2021 è stato insignito della Stella d'oro al merito sportivo.

### Confindustria
Tra il 2009 e il 2013 è stato presidente di Confindustria Venezia. È stato fino al 2015 anche membro di giunta nazionale e componente effettivo del direttivo nazionale di Confindustria, nonché delegato per il Veneto all'Expo 2015. Dal 2012 al 2014 è presidente di Assolavoro, associazione di categoria nazionale delle agenzie per il lavoro.

### Attività politica
Il 21 marzo 2015, in vista delle elezioni comunali a Venezia, Brugnaro si presenta ufficialmente quale candidato sindaco, dichiarando di non essere né di destra, né di sinistra. In tale occasione, ha affidato l'azienda a uno staff (un "blind trust"), si è dimesso da tutti gli incarichi in Confindustria e annunciato che ritirerà la causa avviata per l'isola veneziana di Poveglia. La sua candidatura è sostenuta da Forza Italia e Area Popolare.
Al primo turno ottiene 34.000 voti, pari al 28,57% dei voti; la sua lista si attesta come la prima forza politica, con oltre 24.000 voti, pari al 20,8%. Al secondo turno, ottenuto il sostegno di Lega Nord, Fratelli d'Italia - Alleanza Nazionale, Prima il Veneto e di sette liste civiche, ottiene il 53,2% e sconfigge così il candidato di centro-sinistra Felice Casson, diventando il nuovo sindaco di Venezia.
Il 26 novembre 2016 firma a Ca' Farsetti insieme al Presidente del Consiglio Matteo Renzi il cosiddetto "Patto per Venezia", un piano di interventi per 457 milioni, di cui 110 mln finanziati col Fondo per lo sviluppo e la coesione e altri 257 provenienti da risorse del bilancio nazionale.
Si è detto contrario al referendum per la scissione fra Venezia e Mestre approvato in consiglio regionale a metà di giugno 2017 e previsto per l'ottobre dello stesso anno.
Sotto la sua amministrazione, a partire dalla Festa del Redentore del 15 luglio 2017, viene annunciata una politica di sicurezza e controllo del turismo di massa, che secondo il sindaco avrebbe messo a rischio la città e ne avrebbe aumentato il degrado. Ciò sarebbe avvenuto tramite l'introduzione del numero chiuso di accessi turistici (la cui data di attivazione è stata genericamente indicata nel 2022) e di meccanismi conta persone. Viene successivamente comunicata l'introduzione di una nuova tassa d'ingresso alla città, poi rinviata dal primo maggio 2019 al mese di luglio, poi ancora all'inizio di settembre, poi procrastinata al primo gennaio 2020.
Nel giugno del 2019, in seguito a un incidente in cui la nave da crociera MSC Opera si era schiantata contro il molo San Basilio e il battello fluviale turistico River Countess, Brugnaro ha sollecitando il Ministro dei Trasporti a trovare una soluzione condivisa per impedire alle grandi imbarcazioni di attraversare il Canale della Giudecca. Il 20 luglio successivo, il sindaco è salito a bordo di una nave da crociera attraccata alla banchina di Porto Marghera, che ha percorso il Canale dei Petroli entrando dalla bocca di porto di Malamocco, al fine di dimostrare la praticabilità del percorso alternativo per le grandi navi.
A seguito dell'alluvione del 12 e 13 novembre 2019, viene nominato commissario straordinario del comune di Venezia. Al referendum del 1º dicembre 2019, sulla separazione tra Venezia e Mestre, ha invitato all'astensione.

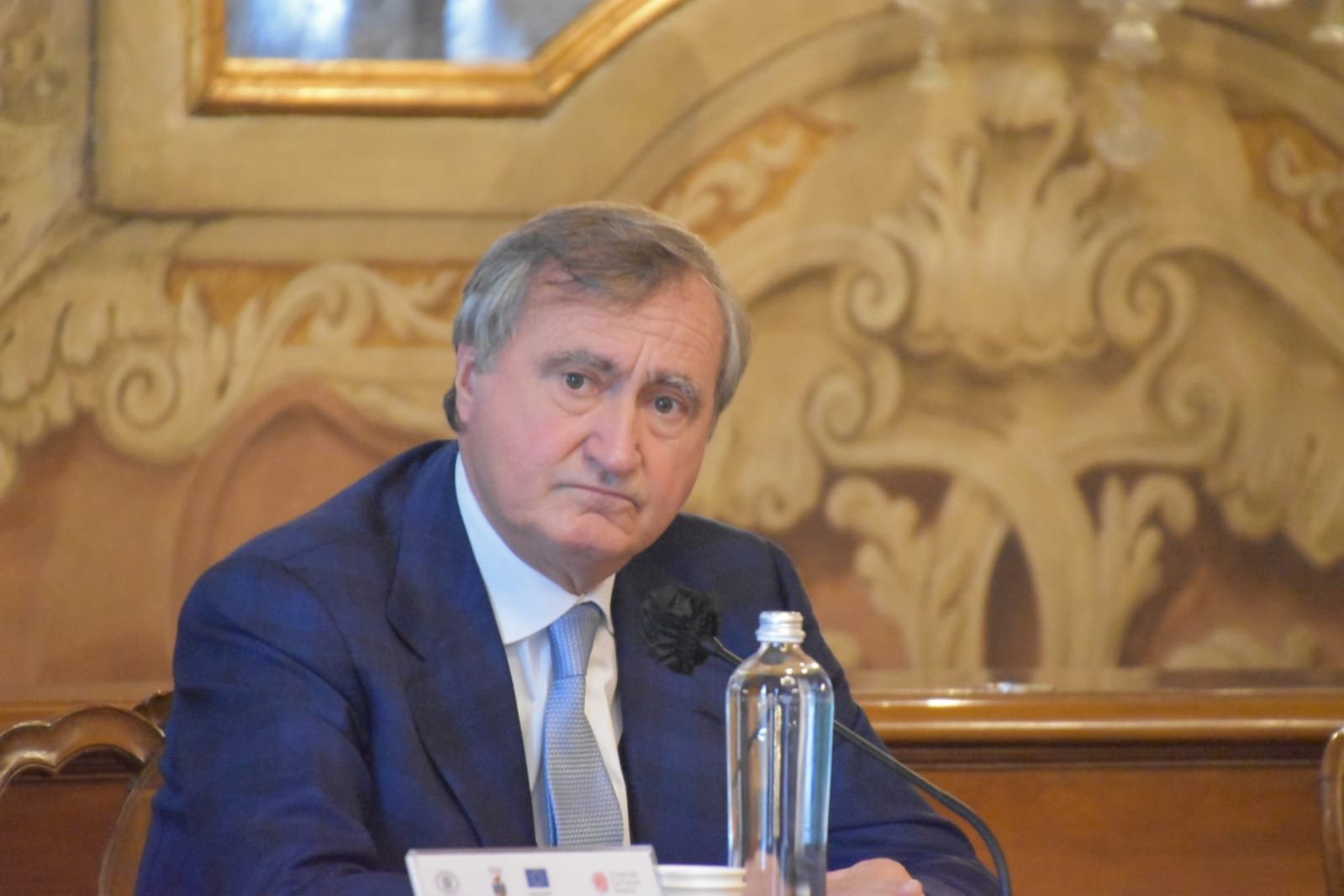
Brugnaro nel 2021

In vista delle elezioni amministrative del 2020 si ricandida alla carica di sindaco della città di Venezia, dove viene rieletto al primo turno con il 54,1% delle preferenze, battendo il candidato di centro-sinistra Pier Paolo Baretta, fermo al 29,3%. La lista civica Luigi Brugnaro Sindaco è risultata la prima lista della città di Venezia per numero di voti, con il 31,67% di consensi.
A partire dal 25 aprile 2024, è iniziata una sperimentazione relativa al pagamento di un contributo d'accesso al centro di Venezia, pari a cinque euro al giorno, imposto ai turisti visitanti i sei sestieri della città e la Giudecca fra le 8.30 e le 16, con diverse esenzioni per persone nate a Venezia, residenti, studenti, pendolari, persone con disabilità, bambini sotto i 14 anni e altre categorie.

### Coraggio Italia
Il 27 maggio 2021 fonda, insieme a Giovanni Toti, Coraggio Italia, un nuovo partito che raccoglie al suo interno parlamentari fuoriusciti da Centro Democratico (3), Forza Italia (11), Cambiamo!-Popolo Protagonista (8) e Movimento 5 Stelle (1). Il 14 luglio seguente viene firmato lo statuto e viene presentato ufficialmente il partito a Casina di Macchia Madama in zona Monte Mario a Roma.

## Critiche e controversie
A maggio 2014 offre 513.000 euro per l'acquisizione del diritto di superficie, per 99 anni, dell'intera isola di Poveglia nella laguna di Venezia, contrastando così l'azione intrapresa dal comitato "Poveglia per Tutti", che puntava ad acquisire i diritti sull'isola con versamenti volontari di cittadini e persone da tutto il mondo. Poveglia per Tutti temeva, infatti, che l'isola si trasformasse in una nuova meta esclusiva per ricchi.
Dopo l'aggiudicazione provvisoria, Brugnaro spiegò di non voler realizzare un hotel per turismo, ma un centro internazionale di ricerca e cura dei disturbi alimentari con approccio multidisciplinare, un progetto che avrebbe creato 200 nuovi posti di lavoro. L'imprenditore ha confermato di essere disponibile all'investimento obbligatorio di 40 milioni di euro, imposto dalle prescrizioni del bando per il recupero e la riqualificazione dell'intero complesso monumentale e ambientale dell'isola, a pena della risoluzione della stessa concessione del diritto. L'offerta è stata poi giudicata incongrua dalla Commissione del Demanio e quindi respinta. Di fronte a questa pronuncia, Brugnaro ha presentato ricorso al TAR. Alla presentazione ufficiale della sua lista come candidato sindaco di Venezia per le elezioni di maggio 2015, Brugnaro dichiara pubblicamente di rinunciare al ricorso al TAR per l'acquisto del diritto di superficie sull'isola di Poveglia.
Il 24 giugno 2015, poco dopo il suo insediamento come sindaco, Luigi Brugnaro ha ordinato di ritirare dagli asili nido e dalle scuole dell'infanzia comunali i quarantanove libri contenenti fiabe che mostravano nuclei famigliari omogenitoriali, che erano stati fatti acquistare nel 2014 dall'allora consigliera Camilla Seibezzi. Tale iniziativa ha avuto risonanza mondiale nel mese di agosto 2015, a seguito delle dure critiche rivolte al sindaco dal cantante Elton John, che, insieme al suo compagno, è padre di due bambini nati tramite surrogazione di maternità.

## Vicende giudiziarie

### Accuse di conflitti di interessi e corruzione
Nel gennaio 2018, Brugnaro è coinvolto in una controversia riguardante alcuni suoi terreni – precedentemente acquistati dal demanio e vincolati a diventare verde pubblico – in merito ai quali durante la campagna elettorale aveva promesso di non destinarli ad altro uso per evitare conflitti di interesse. Una volta diventato sindaco, con ordine del giorno presentato in consiglio comunale durante la discussione del quale intervenne lui stesso, si deliberò per una variante urbanistica che prevedeva su quelli stessi terreni la costruzione di alberghi, attività commerciali, un nuovo palazzetto dello sport, residenze, una darsena e centri direzionali. I lavori sono poi stati affidati al gruppo di aziende legate alla Umana Holding, di proprietà dello stesso Brugnaro, il quale ha comunicato di averne demandato la gestione ad un blind trust.
Nel luglio 2024, Brugnaro ha ricevuto un avviso di garanzia in relazione alle indagini che interessavano alcune attività svolte dal blind trust che amministrava il suo patrimonio.
Il 12 maggio 2025, la Procura di Venezia ha annunciato di aver formulato al GIP la richiesta di rinvio a giudizio per Brugnaro e altri 33 indagati nell'inchiesta "Palude" sulle attività del Comune di Venezia; il politico è stato accusato di corruzione in seguito alle indagini sul blind trust che ne gestiva il patrimonio e sulle fallite trattative di cessione di 41 ettari dell'area lagunare di Pili, rilevati dallo stesso Brugnaro prima della sua elezione a sindaco, al magnate Ching Chiat Kwong, originario di Singapore.

### Accuse di oltraggio a pubblico ufficiale
Nel maggio 2018 Luigi Brugnaro ha risarcito il Comune di Venezia e la Città Metropolitana versando 11.000 euro ciascuno, e il consigliere comunale – poi eletto senatore – del Pd, Andrea Ferrazzi, con ulteriori 40.000 euro (più 25.000 euro di spese ai suoi avvocati) e il reato di oltraggio a pubblico ufficiale è stato dichiarato estinto. La sentenza è stata pronunciata dal giudice Andrea Battistuzzi, dopo che Ferrazzi aveva ritirato la costituzione di parte civile al processo contro il sindaco, in un giudizio che verteva su alcune frasi offensive pronunciate da Brugnaro nei confronti del consigliere di opposizione.

## Onorificenze

### Onorificenze straniere
Nel 2014 gli è stato conferito il Premio Reverberi per il contributo fornito alla pallacanestro italiana.

## Opere
- Luigi Brugnaro, Ci giudicheranno i bambini: Dall'azienda alla politica una via per l'Italia, con Stefano Lorenzetto, Venezia, Marsilio Editori, 2022, ISBN 9788829717606.